# Saiyad Raja
Saiyad Raja – miasto w północnych Indiach w stanie Uttar Pradesh, na Nizinie Hindustańskiej.
Populacja miasta w 2001 roku wynosiła 15 695 mieszkańców.